# Дело «Аэрофлота»
Дело «Аэрофлота» — уголовное расследование и судебные процессы по делу о хищении средств, принадлежащих компании «Аэрофлот — Российские авиалинии».
Во второй половине 1990-х годов в «Аэрофлоте» разразился скандал, связанный с присвоением свободных валютных средств авиакомпании в размере 252 миллионов долларов США швейцарской фирмой «Андава», основными акционерами которой являлись топ-менеджеры «Аэрофлота» и Борис Березовский. По версии следствия, бывшее руководство «Аэрофлота», «введя в заблуждение» генерального директора авиакомпании Евгения Шапошникова, убедило его перевести эти средства на счёт указанной компании. В ходе судебных процессов обвиняемые были признаны виновными и приговорены к различным срокам лишения свободы.

## Хронология
В августе 1997 года Счётная палата РФ выявила серьёзные нарушения в отчётности при ревизии финансово-хозяйственной деятельности «Аэрофлота». 18 января 1999 года по материалам проверки Генеральная прокуратура РФ возбудила уголовное дело. Были предъявлены обвинения в незаконной предпринимательской деятельности и отмывании денег первому заместителю гендиректора «Аэрофлота» Николаю Глушкову, коммерческому директору Александру Красненкеру, старшему вице-президенту «Аэрофлота» по финансам Лидии Крыжевской, руководителю Финансовой объединенной корпорации (ФОК) Роману Шейнину и акционеру компании Борису Березовскому. По данным следствия, с 1996 по 1999 год на счета ФОК и швейцарской фирмы Andava было незаконно перечислено 252 млн долларов, выведенных из «Аэрофлота». Бывший следователь по особо важным делам Генпрокуратуры Николай Волков в программе 2000 года «Лидер отвечает журналистам» на Радио «Свобода» подробно рассказал о деталях этого дела. Позднее Глушкову инкриминировали ещё и побег из больницы, где он находился под стражей. В 2001 году генпрокуратура обвинила Бадри Патаркацишвили в организации побега из-под стражи Глушкова, что вынудило Патаркацишвили вернуться в Грузию.
7 декабря 2000 года Николай Глушков был арестован и помещен в СИЗО «Лефортовская тюрьма». С остальных обвиняемых была взята подписка о невыезде. 18 декабря 2001 года уголовное дело было передано в Савёловский районный суд Москвы.

## Судебные процессы
12 марта 2004 года Савёловский суд признал виновными в невозвращении валютной выручки из-за рубежа и злоупотреблении служебными полномочиями четверых бывших руководителей «Аэрофлота»: Александра Красненкера, Лидию Крыжевскую, Николая Глушкова и Романа Шейнина. Подсудимые получили от полутора до 3 лет лишения свободы и были освобождены от отбытия наказания за истечением срока давности и по амнистии. Однако приговор не устроил ни одну из сторон, и через 2 месяца Московский городской суд направил дело на новое рассмотрение.
В июле 2006 года Савёловский суд признал троих обвиняемых виновными в хищении 214 миллионов рублей, принадлежащих «Аэрофлоту», и приговорил к двум годам лишения свободы условно каждого. Уголовное преследование Красненкера было прекращено в 2005 году в связи со смертью.
13 апреля 2007 года дело в отношении Березовского было выделено в отдельное производство в части хищения им 50 миллионов долларов компании «Аэрофлот». 29 ноября 2007 года Савёловский суд признал Березовского виновным и приговорил к 6 годам лишения свободы в колонии общего режима.